# Кесьма
Кесьма́ — река в Весьегонском районе Тверской области на северо-западе европейской части Российской Федерации. Впадает в Мологское сужение Рыбинского водохранилища на Волге. До создания Рыбинского водохранилища была притоком реки Мологи.
Длина реки 83 км, площадь водосборного бассейна — 618 км², среднегодовой расход воды 4,4 м³/с.

## Течение

Бассейн Рыбинского водохранилища и Белого озера

Протекает по территории Весьегонского муниципального района.
Исток Кесьмы находится в районе сёл Мелюхино и Кулиберово. Высота истока — около 168 метров над уровнем моря. Река протекает по слабопересечённой, временами заболоченной равнине.
От истока до села Кесьма река течёт с запада на восток; обогнув село Кесьма, поворачивает на север. После деревни Подлесное течет на северо-восток.
Течение слабое, русло сильно извилистое, ширина реки в верховьях 5 — 10 метров, в среднем течении около 30 метров, возле устья ширина увеличивается почти до километра из-за подпора Рыбинского водохранилища. Скорость течения в окрестностях села Кесьма — 0,2 м/с. Глубина реки в нижнем течении достигает 3 метров.

## Притоки
Кесьма имеет разветвлённую сеть притоков. Самым длинным является река Желемья (29 км).
(В скобках указана длина притока в км)
Правые:
- Рогозенка (10 км)
- Перемутка
- Шипенка (15,1 км)
- Андрейка (7 км)
- Алёшинка (7,2 км)
- Безымянный
- Перемутка
- Савенка

Левые:
- Желемья (29 км)
- Потёмка (18 км)
- Любимка (9,3 км)

## Населённые пункты
На реке расположено более 25 населённых пунктов. Самые крупные из них — Кесьма, Иваново, Крешнево и Приворот.

## Данные водного реестра
По данным государственного водного реестра России относится к Верхневолжскому бассейновому округу, водохозяйственный участок реки — Рыбинское водохранилище до Рыбинского гидроузла и впадающие в него реки, без рек Молога, Суда и Шексна, речной подбассейн реки — Реки бассейна Рыбинского водохранилища. Речной бассейн реки — Верхняя Волга до Куйбышевского водохранилища (без бассейна Оки).
Код объекта в государственном водном реестре — 08010200412110000005016.